# فیلیپ لوین
فیلیپ لوین (به انگلیسی: Philip Levin))؛ ۱۰ ژانویهٔ ۱۹۲۸ – ۱۴ فوریهٔ ۲۰۱۵) شاعر آمریکایی بود که بین سال‌های ۱۹۶۳ تا ۲۰۱۵ میلادی فعالیت می‌کرد. وی در سال ۱۹۹۵ برنده جایزه پولیتزر برای شعر شد. لوین در سال ۲۰۱۱ به مدت ۱ سال به عنوان ملک‌الشعرای مشاور کتابخانه کنگره در امر شعر منصوب شد.

وی که تجربه کار به عنوان کارگر، راننده کامیون و مونتاژکار قطعات اتومبیل را داشت توانست با اشعار خود دربارهٔ طبقه کارگر شهرت جهانی پیدا کند.